# Quyền LGBT ở Quần đảo Virgin thuộc Mỹ
Quyền đồng tính nữ, đồng tính nam, song tính và chuyển giới ở Quần đảo Virgin thuộc Mỹ là lãnh thổ chưa hợp nhất của Hoa Kỳ đối mặt với những thách thức pháp lý và phân biệt đối xử không phải đối mặt với người khác. Hoạt động tình dục đồng giới không còn bị hình sự hóa, và hôn nhân đồng giới cũng không còn.  Quần đảo Virgin thiếu một đạo luật tội ác căm thù và cung cấp cho cư dân LGBT không có sự bảo vệ chống phân biệt đối xử. Theo phán quyết của Tòa án tối cao trong trường hợp Obergefell v. Hodges vào ngày 26 tháng 6 năm 2015, trong đó phát hiện việc từ chối quyền kết hôn đối với các cặp đồng giới là vi hiến, hôn nhân đồng giới đã trở thành hợp pháp tại các đảo.

## Bảng tóm tắt
| Hoạt động tình dục đồng giới hợp pháp                                                                                       | (Từ năm 1985) |
| Độ tuổi đồng ý | Yes           |
| Luật chống phân biệt đối xử trong việc làm                                                                                  | No            |
| Luật chống phân biệt đối xử trong việc cung cấp hàng hóa và dịch vụ                                                         | No            |
| Luật chống phân biệt đối xử trong tất cả các lĩnh vực khác (bao gồm phân biệt đối xử gián tiếp, ngôn từ kích động thù địch) | No            |
| Hôn nhân đồng giới | (Từ năm 2015) |
| Công nhận các cặp đồng giới                                                                                                 | (Từ năm 2015) |
| Con nuôi của các cặp vợ chồng đồng giới                                                                                     |               |
| Con nuôi chung của các cặp đồng giới                                                                                        |               |
| Người đồng tính nam và đồng tính nữ được phép phục vụ công khai trong quân đội                                              | (Từ năm 2011) |
| Quyền thay đổi giới tính hợp pháp                                                                                           | No            |
| Truy cập IVF cho đồng tính nữ                                                                                               | No            |
| Mang thai hộ thương mại cho các cặp đồng tính nam                                                                           | No            |
| NQHN được phép hiến máu | No            |